# Pedersborg Sogn
Pedersborg Sogn er et sogn i Ringsted-Sorø Provsti (Roskilde Stift).
I 1800-tallet var Kindertofte Sogn i Slagelse Herred anneks til Pedersborg Sogn i Alsted Herred. Begge herreder lå i Sorø Amt. Trods annekteringen dannede hvert sogn sin egen sognekommune. Pedersborg blev ved kommunalreformen i 1970 indlemmet i Sorø Kommune, Kindertofte i Slagelse Kommune.
I Pedersborg Sogn ligger Pedersborg Kirke.
I sognet findes følgende autoriserede stednavne:
- Borød (bebyggelse, ejerlav)
- Borød Holme (bebyggelse)
- Elmebjerg (bebyggelse)
- Grydebjerg Skov (areal)
- Haverup (bebyggelse, ejerlav)
- Højbjerg Skov (areal, bebyggelse)
- Lyng (bebyggelse, ejerlav)
- Lyng Huse (bebyggelse)
- Pedersborg (bebyggelse, ejerlav)
- Pedersborg Mose (bebyggelse)
- Rydevænge (areal, bebyggelse, ejerlav)
- Skovly (bebyggelse)
- Tangager (bebyggelse)